# 各年のイスラエルの一覧

イスラエルの国旗

各年のイスラエルの一覧（かくねんのイスラエルのいちらん）は、イスラエルの各年ごとの記事の一覧。この一覧ではイスラエルの各年ごとの記事の他、各世紀と各年代、イスラエルの各分野における各年ごとの記事についても取り扱う。

## 一覧

### 20世紀
- 1940年代
  - 1948年のイスラエル（英語版） 1949年のイスラエル（英語版）
- 1950年代
  - 1950年のイスラエル（英語版） 1951年のイスラエル（英語版） 1952年のイスラエル（英語版） 1953年のイスラエル（英語版） 1954年のイスラエル（英語版）
  - 1955年のイスラエル（英語版） 1956年のイスラエル（英語版） 1957年のイスラエル（英語版） 1958年のイスラエル（英語版） 1959年のイスラエル（英語版）
- 1960年代
  - 1960年のイスラエル（英語版） 1961年のイスラエル（英語版） 1962年のイスラエル（英語版） 1963年のイスラエル（英語版） 1964年のイスラエル（英語版）
  - 1965年のイスラエル（英語版） 1966年のイスラエル（英語版） 1967年のイスラエル（英語版） 1968年のイスラエル（英語版） 1969年のイスラエル（英語版）
- 1970年代
  - 1970年のイスラエル（英語版） 1971年のイスラエル（英語版） 1972年のイスラエル（英語版） 1973年のイスラエル（英語版） 1974年のイスラエル（英語版）
  - 1975年のイスラエル（英語版） 1976年のイスラエル（英語版） 1977年のイスラエル（英語版） 1978年のイスラエル（英語版） 1979年のイスラエル（英語版）
- 1980年代
  - 1980年のイスラエル（英語版） 1981年のイスラエル（英語版） 1982年のイスラエル（英語版） 1983年のイスラエル（英語版） 1984年のイスラエル（英語版）
  - 1985年のイスラエル（英語版） 1986年のイスラエル（英語版） 1987年のイスラエル（英語版） 1988年のイスラエル（英語版） 1989年のイスラエル（英語版）
- 1990年代
  - 1990年のイスラエル（英語版） 1991年のイスラエル（英語版） 1992年のイスラエル（英語版） 1993年のイスラエル（英語版） 1994年のイスラエル（英語版）
  - 1995年のイスラエル（英語版） 1996年のイスラエル（英語版） 1997年のイスラエル（英語版） 1998年のイスラエル（英語版） 1999年のイスラエル（英語版）
- 2000年代
  - 2000年のイスラエル（英語版）

### 21世紀
- 2000年代
  - 2001年のイスラエル（英語版） 2002年のイスラエル（英語版） 2003年のイスラエル（英語版） 2004年のイスラエル（英語版）
  - 2005年のイスラエル（英語版） 2006年のイスラエル（英語版） 2007年のイスラエル（英語版） 2008年のイスラエル（英語版） 2009年のイスラエル（英語版）
- 2010年代
  - 2010年のイスラエル（英語版） 2011年のイスラエル（英語版） 2012年のイスラエル（英語版） 2013年のイスラエル（英語版） 2014年のイスラエル（英語版）
  - 2015年のイスラエル（英語版） 2016年のイスラエル（英語版） 2017年のイスラエル（英語版） 2018年のイスラエル（英語版） 2019年のイスラエル（英語版）
- 2020年代
  - 2020年のイスラエル（英語版）

## 文化と芸術

### テレビ放送
- List of years in Israeli television（英語版）